# Estación Alborada
Alborada es una estación de la Línea 2 del Biotrén, en el subramal Concepción-Curanilahue. Se ubica en San Pedro de la Paz, en la intersección de Avenida Michaihue y Ruta 160, en la entrada al sector de Michaihue. Esta estación beneficia a los barrios Michaihue y Boca Sur, al igual que a la población Alborada.

## Historia
Con el anuncio durante febrero de 2013 de la extensión de la línea 2 del Biotrén hasta la estación Intermodal Coronel, comenzaron los trabajos de construcción de estaciones de ferrocarriles, incluyendo la planificada estación Alborada. El plan de la extensión es de disminuir la congestión vehicular de la Ruta 160.
Se desarrolló un trabajo permanente con la comunidad de San Pedro de la Paz, específicamente con Colegios colindantes a la línea Férrea y también con la comunidad a través de agrupaciones vecinales, con los que se organizaron campañas como la de promover el uso de paraguas transparentes durante los meses de inviernos, además de talleres y charlas de seguridad. Con los colegios se realizaron campañas educativas en la primera parte del año y el segundo semestre a los alumnos de los colegios nominados deberán elegir el nombre de la estación, también se puso en marcha la primera Escuela de Monitores de Seguridad Ferroviaria, en la que participaron Centro de Educación de Alta Tecnología, CEAT; Instituto San Pedro, Liceo los Andes, Colegio Alborada y Colegio Amanecer, en total fueron 20 los alumnos que participaron del taller y que de harán cargo en sus establecimientos, de promover conductas preventivas en lo relativo al tendido férreo.
Para febrero de 2014 los trabajos de la estación ya estaban terminando, y su apertura se planificó para inicios de marzo para coincidir con el inicio de clases. el 6 de marzo es inaugurada la estación, aunque aun quedaban trabajos menores por realizar.
El 26 de octubre de 2017 ocurre un accidente en el cual un peatón cruzó por el paso peatonal habilitado sin percatarse de la proximidad del tren.
Entre los días 25 y 28 de mayo de 2021 la estación fue cerrada para realizar trabajos de alzamiento de andenes, con el fin de tener mejor acceso a los nuevos trenes que arribaron al servicio.

## Servicios

### Servicios ferroviarios
- Biotrén ()

### Servicios a pasajeros
- Máquina de autoservicio
- Wi-Fi

## Conexión con el transporte del Gran Concepción
- Ruta 160 - Av Michaihue / Poniente: 20w, 22c, 23t, AR-C-R, CL-C-R,, LT-C-R, PL-C-R
- Ruta 160 / Inacap: AR-C-R, CL-C-R, LT-C-R, PL-C-R
- Pincoyano: AR-C-R, CL-C-R, LT-C-R, PL-C-R
- Ruta 160 - Av Michaihue / Oriente: 22r
- Ruta 160 - Colegio Alborada: 22r
- Lomas Coloradas Centro: AR-C-I, CL-C-I, LT-C-I, PL-C-I
- Instituto Forestal  (calle nueva uno): 22j, 23n

## Tiempos de recorrido
En la actualidad, los tiempos de recorrido desde esta estación a:
- Estación Intermodal Concepción: 12 Minutos
- Estación Intermodal El Arenal: 39 Minutos (incluyendo combinación L2|L1)
- Estación Intermodal Chiguayante: 28 Minutos (incluyendo combinación L2|L1)
- Estación Terminal Hualqui: 45 Minutos (incluyendo combinación L2|L1)
- Estación Terminal Mercado: 43 Minutos (incluyendo combinación L2|L1)
- Estación Lomas Coloradas: 8 Minutos
- Estación Intermodal Coronel: 30 Minutos